# Marvin Emnes
Marvin Emnes (ur. 27 maja 1988 w Rotterdamie) – piłkarz holenderski grający na pozycji skrzydłowego.

## Kariera klubowa
Emnes urodził się w Rotterdamie. Karierę piłkarską rozpoczął w tamtejszym klubie Sparta Rotterdam, a w 2005 roku awansował do kadry pierwszej drużyny prowadzonej wówczas przez trenera Wiljana Vloeta. 11 grudnia tamtego roku zadebiutował w Eredivisie w przegranym 2:3 wyjazdowym spotkaniu z RKC Waalwijk. Natomiast 8 kwietnia 2006 strzelił pierwszego gola w lidze holenderskiej, a Sparta pokonała wtedy RBC Roosendaal 5:0. W sezonie 2006/2007 Marvin nie zaliczył żadnego trafienia, ale już w następnym był podstawowym graczem pierwszej jedenastki i zaliczył 8 trafień w lidze, w tym po dwa w meczach z Rodą JC Kerkrade (4:1) i NEC Nijmegen (2:4).
4 lipca 2008 roku Emnes podpisał czteroletni kontrakt z angielskim Middlesbrough F.C. Suma transferu wyniosła 3,2 miliona funtów. W Premiership swoje pierwsze spotkanie Holender rozegrał 25 października, zremisowane przez "Boro" 1:1 z Blackburn Rovers. W 2009 roku spadł z Middlesbrough do Football League Championship. W 2010 roku został wypożyczony do zespołu z tej ligi, Swansea City. W południowej Walii grał jednak tylko miesiąc. Przez następne 4 lata grywał regularnie w składzie Middlesbrough, po czym w styczniu 2014 roku znów został wypożyczony do Swansea. Wypożyczenie zakończy się wraz z końcem sezonu 2013/14.
| Sezon   | Klub                | Kraj     | Rozgrywki      | Mecze | Bramki |
| ------- | ------------------- | -------- | -------------- | ----- | ------ |
| 2005/06 | Sparta Rotterdam    | Holandia | Eredivisie     | 10    | 1      |
| 2006/07 | Sparta Rotterdam    | Holandia | Eredivisie     | 16    | 0      |
| 2007/08 | Sparta Rotterdam    | Holandia | Eredivisie     | 29    | 8      |
| 2008/09 | Middlesbrough       | Anglia   | Premier League | 15    | 0      |
| 2009/10 | Middlesbrough       | Anglia   | Championship   | 16    | 1      |
| 2010/11 | Swansea City (wyp.) | Anglia   | Championship   | 4     | 2      |
| 2010/11 | Middlesbrough       | Anglia   | Championship   | 23    | 3      |
| 2011/12 | Middlesbrough       | Anglia   | Championship   | 42    | 14     |
| 2012/13 | Middlesbrough       | Anglia   | Championship   | 24    | 5      |
| 2013/14 | Middlesbrough       | Anglia   | Championship   | 22    | 1      |
| 2013/14 | Swansea City        | Anglia   | Premier League | 7     | 1      |
| 2014/15 | Swansea City        | Anglia   | Premier League | 17    | 0      |
| 2015/16 | Swansea City        | Anglia   | Premier League | 2     | 0      |
| 2016/17 | Blackburn Rovers    | Anglia   | Championship   | 29    | 4      |

## Kariera reprezentacyjna
W 2005 roku Emnes był członkiem reprezentacji Holandii U-17, która wywalczyła trzecie miejsce na Mistrzostwach Świata rozegranych w Peru. Od 2007 do 2009 roku występował w reprezentacji Holandii U-21.